# Хаббард, Люциус
Люциус Хаббард (англ. Lucius Frederick Hubbard, 26 января 1836, Трой, штат Нью-Йорк — 5 февраля 1913, Миннеаполис, Миннесота) — американский политический, государственный и военный деятель, 9-й губернатор Миннесоты (1882—1887), бригадный генерал, историк.

## Биография
В десятилетнем возрасте остался круглым сиротой, воспитывался у тётки в Вермонте . Учился в государственных школах в штатах Вермонт и Нью-Йорк. В 1854 году переехал в Чикаго, где работал водопроводчиком и на других работах. После очередного переезда в Ред-Уинг в Миннесоте был сотрудником издательства. Стал издателем и редактором политической газеты «Red Wing Republican».
Член Республиканской партии США.
Участник Гражданской войны в США. Во время Гражданской войны  прошёл путь от рядового до бригадного генерала, командовал бригадой Союза (США) в  Битве при Нэшвилле (1864).
С 1872 по 1876 год — член Сената Миннесоты. 8 ноября 1881 года был избран новым губернатором своего штата. Оставался на этом посту до 5 января 1887 года.
Осуществил ряд мер по расширению железнодорожной сети и совершенствованию системы образования. Тогда же была официально сформирована Национальная гвардия Миннесоты. Продвигал торговлю, сельское хозяйство и здравоохранение.
После окончания срока полномочий работал в железнодорожной компании. Был историком, исследовал историю Миннесоты во время Гражданской войны и войны с индейцами в 1861 году. Результаты своих исследований опубликовал в виде книги.

## Память
- В его честь назван округ Хаббард в штате Миннесота, США.